# Kupferzell
Kupferzell est une commune de Bade-Wurtemberg (Allemagne), située dans l'arrondissement de Hohenlohe, dans la région de Heilbronn-Franconie, dans le district de Stuttgart.

## Géographie
La commune se trouve au bord du Kupfer, affluent du Kocher.

## Histoire

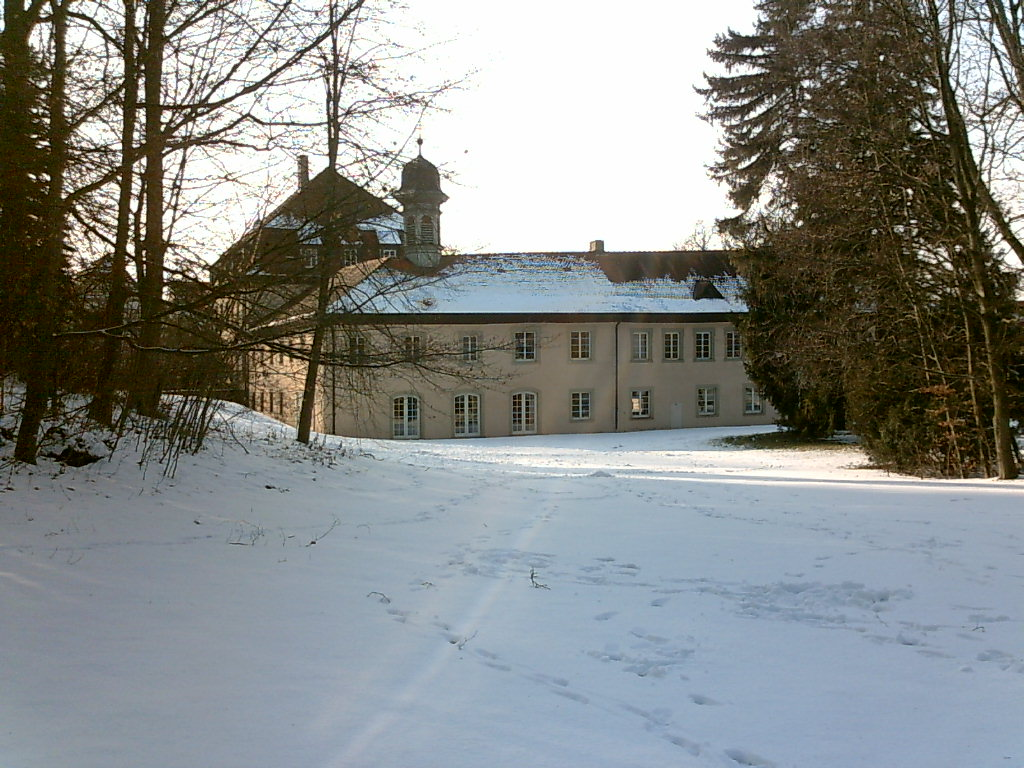
Le château de Kupferzell en hiver

Le nom de l'endroit vient du Kupfer, nom de la rivière, et de Zell qui signifie en allemand cellule (du latin celle). C'est en effet dans ce lieu qu'un moine ermite du nom de Dietrich est venu s'installer, dans la forêt de l'Ohrn. Les premiers documents écrits datent de 1236. L'endroit appartient à l'abbaye cistercienne de Gnadental et à l'abbaye d'Öhringen. Kupferzell entre dans les possessions des seigneurs de Hohenlohe. Lorsque leurs domaines sont divisés en 1553, Kupferzell fait partie des biens de la branche Hohenlohe-Waldenbourg qui demeure catholique et elle en fait sa résidence principale. Lorsqu'un autre partage intervient au XVIIe siècle, Kupferzell fait partie des biens de la branche des comtes de Hohenlohe-Waldenbourg-Schillingsfürst. Leur petit château reconstruit en style baroque en 1721 marque le lieu de leur résidence et le siège du comté, plus tard principauté, de Waldenbourg-Schillingsfürst. Cette principauté est dissoute et entre en 1806, selon la volonté de Napoléon, dans le nouveau royaume de Wurtemberg.